# Vladimir Lebedev
Vladimir Lebedev (n. 23 aprilie 1984, Toshkent, Republica Sovietică Socialistă Uzbecă, URSS) este un sportiv ce a reprezentat Rusia, medaliat olimpic. A participat la 2 ediții ale Jocurilor Olimpice (2002, 2006) în care a câștigat o medalie de bronz.